# RUSSIAN ROULETTE (布袋寅泰の曲)
「RUSSIAN ROULETTE」（ロシアン ルーレット）は、布袋寅泰の楽曲である。2002年2月6日にVirgin Musicより23枚目のシングルとして発売された。

## 概要
前作BORN TO BE FREEから1年ぶりの発売で、3月発売のアルバム『SCORPIO RISING』の先行シングルとなる。
当初は2枚に分けてリリースする予定だったが、「アルバムがとにかく勢いのある世界観だったので、4曲いっぺんに出しちゃおうとなった」という事で、1枚に纏められて発売となった。
布袋曰く「『スリル』や『バンビーナ』はシングルとして作った楽曲だけど、これはアルバムの流れで作った中の1曲。アルバムの中でいちばん最初に出来た曲かな。歌詞も曲が出来たその日の夜に書きなぐってほとんどそのままいった。暗黙のうちにシングルになるべくしてなったね」と語っている。
CD帯のキャッチコピーは、"BEAT FRONTIER" HOTEIが放つ疾風怒濤のロックンロール!新曲4曲収録。

## 収録曲
| 全作曲・編曲: 布袋寅泰。 |                      |           |            |      |
| #                        | タイトル             | 作詞      | 作曲・編曲 | 時間 |
| 1.                       | 「RUSSIAN ROULETTE」 | 布袋寅泰  | 布袋寅泰   | 3:59 |
| 2.                       | 「SHOCK TREATMENT」  | 布袋寅泰  | 布袋寅泰   | 3:27 |
| 3.                       | 「FROZEN MEMORIES」  |           | 布袋寅泰   | 4:00 |
| 4.                       | 「DOUBLE TROUBLE」   | 森雪之丞  | 布袋寅泰   | 4:32 |
| 合計時間:                | 合計時間:            | 合計時間: | 15:58      |      |

## 曲解説
1. RUSSIAN ROULETTE
PlayStation 2用ゲーム『鬼武者2』主題歌。ゲームの初回起動時、「RUSSIAN ROULETTE」のプロモーションビデオが流れる。
2. SHOCK TREATMENT
3. FROZEN MEMORIES
自身が音楽監督を務めた映画『KT』のメインテーマ曲。
4. DOUBLE TROUBLE

## 収録アルバム

### RUSSIAN ROULETTE
- オリジナル『SCORPIO RISING』
- ライブ『布袋寅泰 ライブ in 武道館』
- ベスト『ALL TIME SUPER BEST』
- ベスト『51 Emotions -the best for the future-』

### SHOCK TREATMENT
- オリジナル『SCORPIO RISING』
- ライブ『布袋寅泰 ライブ in 武道館』

### FROZEN MEMORIES
- サントラ『KT -ORIGINAL MOTION PICTURE SOUNDTRACK-』
- ベスト『ELECTRIC SAMURAI』

### DOUBLE TROUBLE
- オリジナル『SCORPIO RISING』

## タイアップ
- PlayStation 2用ゲーム『鬼武者2』主題歌。
- 音楽ゲーム『GUITARFREAKS 8thMIX』および『drummania 7thMIX』収録（同V8まで）。